# Tomasz Kaczmarek
Tomasz Kaczmarek (Wrocław, Polen, 20 september 1984) is een Poolse voetbaltrainer. Van 10 april 2023 tot 11 april 2024 was hij coach van FC Den Bosch. Per 1 juli 2024 is hij werkzaam als assistent-trainer bij NAC Breda.

## Loopbaan
Kaczmarek verhuisde op negenjarige leeftijd met zijn familie van Polen naar Duitsland. Hij speelde als voetballer alleen op amateurniveau.
Hij begon zijn coaching carrière in 2009 als onderdeel van de technische staf van Bonner SC. In januari 2011 nam hij de leiding over de O19's bij de club en een half jaar later van het eerste team, waar hij de leiding over had tot eind 2011. Vervolgens werd hij aangenomen als assistent-manager van het Egyptische nationale team, onder manager Bob Bradley. Op 30 maart 2014 volgde Kaczmarek Bradley als assistent naar de Noorse club Stabæk IF.
Bij SC Fortuna Köln, uitkomend in de Regionalliga West, was hij in het seizoen 2018/19 voor het eerst hoofdtrainer. Hierna trainde hij de Poolse clubs Pogoń Szczecin en Lechia Gdańsk in de Ekstraklasa.
In zijn eerste seizoen leidde hij Lechia naar een vierde plaats in de Ekstraklasa. Precies een jaar na zijn aanstelling werd de samenwerking met hem verbroken, toen de club na zes gespeelde competitieduels met slechts drie punten op de laatste plaats van de ranglijst stond.
Op 10 april 2023 tekende Kaczmarek een tweejarig contract bij FC Den Bosch, in het bijzijn van technisch-directeur Youssuf Sajjad. Zijn trainersdebuut bij FC Den Bosch was op 14 april 2023 in de thuiswedstrijd tegen Helmond Sport (1-2). Hij werd ontslagen op 11 april 2024, met een aantal van 7 overwinningen, 10 gelijke spelen en 23 nederlagen in alle competities.
Exact twee maanden later werd de Poolse oefenmeester gepresenteerd bij NAC Breda, als assistent van de nieuwe hoofdtrainer Carl Hoefkens. De ploeg uit Breda promoveerde het voorgaande seizoen naar de Eredivisie.
1 Kortsmit ·
2 Lucassen ·
4 Kemper ·
5 Van den Bergh  ·
6 Staring ·
7 Garbett ·
8 Leemans ·
9 Kostorz ·
10 Ómarsson ·
11 Paula ·
12 Greiml ·
14 Kaied ·
15 Mahmutović ·
16 Balard ·
17 Kuijpers ·
18 Van Reeuwijk ·
19 Fernandes ·
20 Oldrup Jensen ·
23 Kongolo ·
25 Valerius ·
28 Mol ·
29 Van Hooijdonk ·
30 Versluis ·
31 Lamprou ·
37 Van Lare ·
39 Janošek ·
44 Busi ·
55 Sowah ·
77 Sauer ·
99 Bielica ·
Coach: Hoefkens
· Assistent-trainer: Güvenç
· Assistent-trainer: Kaczmarek
· Keeperstrainer: Babos